# Municipio de Eagle (Illinois)
El municipio de Eagle (en inglés: Eagle Township) es un municipio ubicado en el condado de LaSalle en el estado estadounidense de Illinois. En el año 2010 tenía una población de 1697 habitantes y una densidad poblacional de 20,97 personas por km².

## Geografía
El municipio de Eagle se encuentra ubicado en las coordenadas 41°8′37″N 88°55′2″O / 41.14361, -88.91722. Según la Oficina del Censo de los Estados Unidos, el municipio tiene una superficie total de 80.91 km², de la cual 80.91 km² corresponden a tierra firme y (0%) 0 km² es agua.

## Demografía
Según el censo de 2010, había 1697 personas residiendo en el municipio de Eagle. La densidad de población era de 20,97 hab./km². De los 1697 habitantes, el municipio de Eagle estaba compuesto por el 96.99% blancos, el 0.47% eran afroamericanos, el 0.12% eran amerindios, el 0.53% eran asiáticos, el 0.12% eran isleños del Pacífico, el 0.71% eran de otras razas y el 1.06% pertenecían a dos o más razas. Del total de la población el 3.65% eran hispanos o latinos de cualquier raza.